# Ishak Ali Moussa
Pour les articles homonymes, voir Moussa.
Ishak Ali Moussa (en arabe : إسحاق علي موسى), né le 27 décembre 1970 à Attatba  (wilaya de Tipaza en Algérie) est un footballeur algérien.

## Biographie
Ishak Ali Moussa joue principalement en faveur du CR Belouizdad. Il remporte avec cette équipe deux titres de champion d'Algérie et une Coupe d'Algérie.
Il reçoit quatre sélections en équipe d'Algérie entre 1997 et 1998.
Il participe avec la sélection algérienne à la Coupe d'Afrique des nations 1998 organisée au Burkina Faso. Lors de cette CAN, il joue deux matchs, contre la Guinée et le Cameroun (deux défaites).
Grâce à son grand jeu de tête, Ali Moussa est nommé "la tête d'or".

## Carrière

### En tant que joueur

#### Début en divisions inférieures (1989-1992)
Il commence sa carrière footballistique au sein du club de sa ville natale le WRB Attatba en D3 à l'âge de 19 ans, il passe là-bas pour deux saisons, au début de la saison de 1991-1992 il se dirige vers le club voisin IRB Hadjout évoluant dans la D2 après avoir échoué dans les essais avec l'équipe du MC Alger entrainée à l'époque par Abdelwahab Zenir, et c'est lors de cette saison qu'il se fait remarquer comme un attaquant doué en jeux de tête.

#### Au CRB, les années de gloire (1992-2004)
Sous la loupe de plusieurs clubs dans le mercato de la saison 1992-1993, Ishak Ali Moussa a choisi d'engager avec le club de CR Belouizdad, ces deux amis Kamel Djahmoune et Zouati qui jouaient à l'époque au sein du club ont joué un rôle dans son choix. Il s'impose dès les premières journées du championnat comme l'attaquant titulaire de l'équipe, il aide le club pour remporter la coupe d'Algérie 1995 par son but inscrit en finale contre l'O Médéa au stade du 5-Juillet-1962 (score final 2-1), cinq ans plus tard, il est parmi les principaux acteurs du grand retour du Chabab sous la houlette de l'entraîneur Mourad Abdelouahab en réalisant l'exploit de gagner le championnat d'Algérie deux saisons consécutives, et une coupe de la ligue, Ali Moussa est connu par son dévouement et son amour aux couleurs du club.

#### Une deuxième jeunesse à l'OMR El Annasser (2004-2008)
Pour la saison 2004-2005, il choisit de disputer une nouvelle expérience en D1 avec l'OMR El Annasser, cette saison, il ne joue pas trop de matches à cause de sa suspension lors du match contre le MC Alger, et le club descend au D2, la saison suivante 2005-2006 Ishak était parmi les cadres de l'équipe et il a aidé le club pour revenir rapidement en D1. Pour la 3e saison à l'OMR, Ali Moussa est toujours le buteur incontournable de son équipe, il dispute la majorité des matchs du championnat et il inscrit 8 buts en total. En 2007-2008 et à l'âge de 38 ans, il décide de mettre terme à sa carrière avec le club,.

#### Une saison finale au WR Bentalha
Sollicité par l'homme fort de cette équipe Djilali Dahmani, Ali Moussa passe une saison avec le club de WR Bentalha le nouveau promu en D2, il jouait sous la houlette du coach Hocine Yahi et il a aidé l'équipe pour assurer le maintien,, Ali Moussa arrête sa carrière de joueur la fin de cette saison.

## Statistiques Club

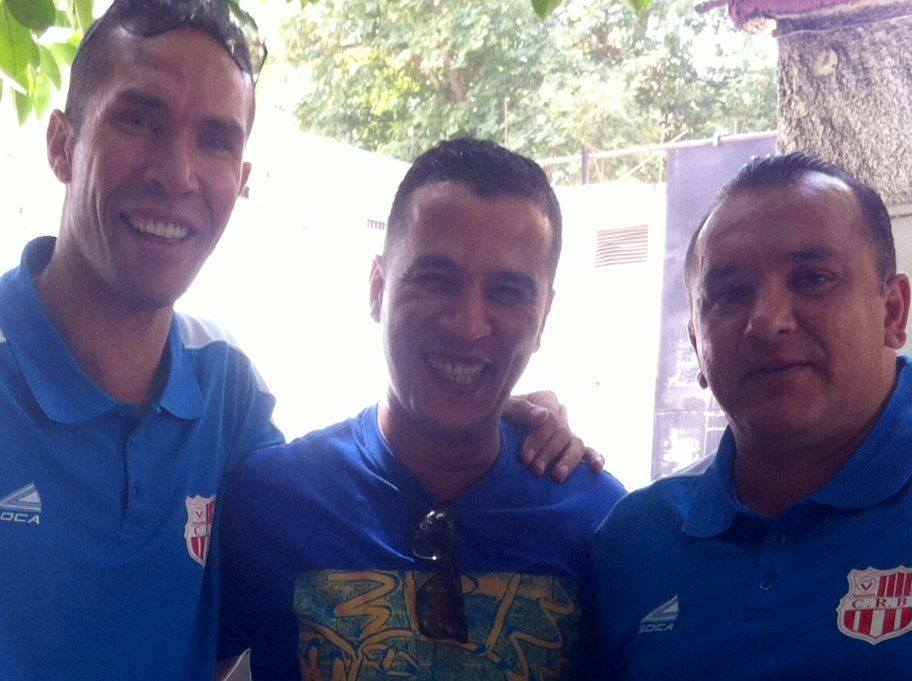
Ishak Ali Moussa et Karim Bakhti lors de la saison 2014-2015 entraîneurs de l'équipe des espoirs de CR Belouizdad

| Saison                | Club                  | Championnat           | Championnat | Championnat | Coupe(s) nationale(s) | Coupe(s) nationale(s) | Compétition(s) continentale(s) | Compétition(s) continentale(s) | Compétition(s) continentale(s) | Total | Total |
| Saison                | Club                  | Division              | M.          | B.          | M.                    | B.                    | Comp.                          | M.                             | B.                             | M.    | B.    |
| 1992-1993             | IRB Hadjout           | 2                     | -           | -           | -                     | 2                     | -                              | -                              | -                              | 0     | 2     |
| 1992-1993             | CR Belouizdad         | 1                     | -           | 4           | -                     | -                     | -                              | -                              | -                              | 0     | 4     |
| 1993-1994             | CR Belouizdad         | 1                     | -           | 7           | -                     | -                     | -                              | -                              | -                              | 0     | 7     |
| 1994-1995             | CR Belouizdad         | 1                     | -           | 5           | 6                     | 4                     | -                              | -                              | -                              | 6     | 9     |
| 1995-1996             | CR Belouizdad         | 1                     | -           | 6           | 1                     | 0                     | C3                             | -                              | -                              | 1     | 6     |
| 1996-1997             | CR Belouizdad         | 1                     | -           | 12          | 1                     | 0                     | -                              | -                              | -                              | 1     | 12    |
| 1997-1998             | CR Belouizdad         | 1                     | -           | 2           | 1                     | 0                     | -                              | -                              | -                              | 1     | 2     |
| 1998-1999             | CR Belouizdad         | 1                     | -           | 10          | 4                     | 2                     | -                              | -                              | -                              | 4     | 12    |
| 1999-2000             | CR Belouizdad         | 1                     | -           | 7           | 2                     | 0                     | -                              | -                              | -                              | 2     | 7     |
| 2000-2001             | CR Belouizdad         | 1                     | -           | 8           | 3                     | 0                     | C1                             | 4                              | 3                              | 7     | 11    |
| 2001-2002             | CR Belouizdad         | 1                     | 24          | 11          | 3                     | 0                     | C1+C1                          | 6+2                            | 0+1                            | 35    | 12    |
| 2002-2003             | CR Belouizdad         | 1                     | 27          | 7           | 4                     | 2                     | -                              | -                              | -                              | 31    | 9     |
| 2003-2004             | CR Belouizdad         | 1                     | 5           | 1           | -                     | -                     | -                              | -                              | -                              | 5     | 1     |
| 2004-2005             | OMR El Annasser       | 1                     | 7           | 1           | -                     | -                     | -                              | -                              | -                              | 7     | 1     |
| 2005-2006             | OMR El Annasser       | 2                     | -           | -           | -                     | -                     | -                              | -                              | -                              | 0     | 0     |
| 2006-2007             | OMR El Annasser       | 1                     | 24          | 8           | -                     | -                     | -                              | -                              | -                              | 24    | 8     |
| 2007-2008             | OMR El Annasser       | 1                     | 15          | 5           | 1                     | 0                     | -                              | -                              | -                              | 16    | 5     |
| 2008-2009             | WR Bentalha           | 2                     | -           | -           | -                     | -                     | -                              | -                              | -                              | 0     | 0     |
| Total sur la carrière | Total sur la carrière | Total sur la carrière | +102        | +94         | 24                    | 10                    | -                              | 12                             | 4                              | 138   | 108   |

### En tant qu'entraîneur
Ishak Ali Moussa commence sa carrière d'entraîneur avec le club de sa ville d'origine WRB Attatba en 2012-2013, pour la saison suivante 2013-2014, il sera entraîneur adjoint de l'ESM Koléa en D3, le club accède en D2 en fin de saison. En début de saison 2014-2015, le CRB club dont il était son premier buteur vient de lui offrir la chance de mener l'équipe des espoirs (U23) avec son ancien coéquipier Karim Bakhti. Après cette expérience, Ali Moussa intègre le staff technique de l’entraîneur en chef du CR Belouizdad Badou Zaki en tant qu'adjoint pour la saison 2016-2017, lors de cette saison, Ali Moussa honore sa carrière par le trophée de la coupe d'Algérie.

## Palmarès

### En tant que joueur

#### CR Belouizdad
- Champion d'Algérie en 2000 et 2001.
- Vainqueur de la coupe d'Algérie en 1995.
- Vainqueur de la supercoupe d'Algérie.
- Vainqueur de la Coupe de la Ligue Algérienne en 2000.

#### OMR El Annasser
- Champion de D2 en 2006.

### En tant qu'entraîneur

#### ESM Kolea(Adjoint)
- champion de la D3 en 2014.

#### CR Belouizdad(Adjoint)
- Vainqueur de la coupe d'Algérie en 2017.

## Distinction personnelle
- Meilleur attaquant Algérien 2001.